# 盒軌道
盒軌道 是在恆星動力學中一種特殊型式的軌道，可以在三軸系統中看見。它們不同於觀察到的球對稱或軸對稱的迴圈軌道，該系統對三軸中的任何一個軸都不具備對稱性。
在盒軌道，恆星在這個系統中的振盪運動不對稱於三個軸中的任何一個軸。這樣運動的結果是，它充塞 (大約的) 於空間中的一個箱型區域。不像迴圈軌道，在盒軌道上的恆星可以隨意的接近來到系統的中心。在特殊的場合，如果振盪經常在不同的方向上是通約性的，在一維或二維的軌道方向就會朝向各處，而可以避免集中在中心。這種軌道有時也稱為"boxlet "。
| 開始的盒軌道 | 許多循環後的盒軌道 | 封閉的盒軌道 |
| 開始的盒軌道 | 許多循環後的盒軌道 | 封閉的盒軌道 |